# São João de Loure e Frossos
São João de Loure e Frossos é uma freguesia portuguesa do município de Albergaria-a-Velha, com 18,18 km² de área e 2753 habitantes (censo de 2021). A sua densidade populacional é 151,4 hab./km².

## História
Foi constituída em 2013, no âmbito de uma reforma administrativa nacional, pela agregação das antigas freguesias de São João de Loure e Frossos com sede em São João de Loure.

## Demografia
A população registada nos censos foi:
| Distribuição da População por Grupos Etários | Distribuição da População por Grupos Etários | Distribuição da População por Grupos Etários | Distribuição da População por Grupos Etários | Distribuição da População por Grupos Etários | Distribuição da População por Grupos Etários |
| -------------------------------------------- | -------------------------------------------- | -------------------------------------------- | -------------------------------------------- | -------------------------------------------- | -------------------------------------------- |
| Antes da agregação                           |                                              |                                              |                                              |                                              |                                              |
| Ano                                          | 0-14 anos                                    | 15-24 anos                                   | 25-64 anos                                   | >= 65 anos                                   | Total                                        |
| 2001                                         | 521                                          | 464                                          | 1636                                         | 495                                          | 3116                                         |
| 2011                                         | 426                                          | 310                                          | 1597                                         | 563                                          | 2896                                         |
| Após a agregação                             |                                              |                                              |                                              |                                              |                                              |
| Ano                                          | 0-14 anos                                    | 15-24 anos                                   | 25-64 anos                                   | >= 65 anos                                   | Total                                        |
| 2021                                         | 354                                          | 280                                          | 1432                                         | 687                                          | 2753                                         |